# Psarus
Psarus is een vliegengeslacht uit de familie van de zweefvliegen (Syrphidae).

## Soorten
- P. abdominalis

Vermiljoenzweefvlieg (Fabricius, 1794)